# تنام داروين
تنام داروين (الاسم العلمي: Nothura darwinii) هو نوع من الطيور يتبع جنس التنام متشابه من فصيلة التنامية.